# Phaonia yei
Phaonia yei este o specie de muște din genul Phaonia, familia Muscidae, descrisă de Feng în anul 1995.
Este endemică în Sichuan. Conform Catalogue of Life specia Phaonia yei nu are subspecii cunoscute.